# 北大街街道 (阳泉市)
北大街街道，中国山西省阳泉市城区下辖的一个乡级行政区单位。

## 行政区划
北大街街道下辖以下地区：
青年路社区、西营盘社区、中心广场社区、古城社区、后底沟社区、东沟社区、铝矾土矿社区和滨河西社区。